# 旺甫镇
旺甫镇，是中华人民共和国广西壮族自治区梧州市苍梧县下辖的一个乡镇级行政单位。

## 行政区划
旺甫镇下辖以下地区：
兴旺社区、大新村、旺甫村、胜坡村、大盈村、红山村、鹤洞村、祝洞村、龙洞村、老义村、山心村和八会村。